# Рудно-Гурне
Рудно-Гурне (пол. Rudno Górne) — село в Польщі, у гміні Іголомія-Вавженьчиці Краківського повіту Малопольського воєводства.
Населення — 355 осіб (2011).
У 1975-1998 роках село належало до Краківського воєводства.

## Демографія
Демографічна структура станом на 31 березня 2011 року:
|          | Загалом | Допрацездатний вік | Працездатний вік | Постпрацездатний вік |
| -------- | ------- | ------------------ | ---------------- | -------------------- |
| Чоловіки | 170     | 38                 | 115              | 17                   |
| Жінки    | 185     | 45                 | 102              | 38                   |
| Разом    | 355     | 83                 | 217              | 55                   |